# Millencolin
Millencolin é uma banda de hardcore melódico/punk rock formada em Outubro de 1992 em Örebro, Suécia, pelo Designer e Guitarrista Erik Ohlsson juntamente com seus amigos, o guitarrista Mathias Färm (originalmente na bateria) e Nikola Sarcevic no Baixo e Vocal. Com exceção de Nikola que mora em Gotheburg, todos moram em Örebro, ambas na Suécia.
Fredrik Larzon entrou para a banda em 1993 para que Mathias pudesse ficar na guitarra. O nome Millencolin vem da derivação de uma manobra de Skate conhecida por Melancholy (também conhecida por "Sad Air"). O selo responsável pela distribuição dos discos da banda na Suécia é Burning Heart Records. Nos Estados Unidos, os discos do Millencolin são distribuidos pela Epitaph Records.
Grande parte dos seus fans vem da Austrália, onde estão regularmente entre as 10 bandas mais tocadas nas rádios locais, fazendo com que sejam convidados para se apresentar constantemente. Canadá, Estados Unidos e Japão são países não-europeus onde a banda também é recebida com freqüência.
A Banda se apresentou no Brasil em 1998 e, voltou em 2006 para uma turnê nacional, quando a banda conseguiu bater seu recorde de público, ao lotar o Credicard Hall, em São Paulo, no dia 9 de Março.
Também já estiveram em solo brasileiro em 2008 quando, inclusive, a banda se apresentou no Ceará Music Festival em Fortaleza.

## Members
- Nikola Sarcevic – baixo e vocal (1992–presente)
- Mathias Färm – bateria (1992–1993), guitarra (1993–presente)
- Erik Ohlsson – guitarra (1992–presente)
- Fredrik Larzon – bateria (1993–presente)

Timeline

## Discografia
- Same Old Tunes (1994)
- Life On A Plate (1995)
- For Monkeys (1997)
- Pennybridge Pioneers (2000)
- Home From Home (2002)
- Kingwood (2005)
- Machine 15 (2008)
- True Brew (2015)
- SOS (2019)

## Estilo musical
Originalmente o estilo do Millencolin era punk rock com um toque de Ska, porém o seu estilo é denominado como "Hardcore" no Brasil. O Millencolin segue uma sonoridade mais melódica e rápida. As canções do Álbum mais recente, Kingwood, estão próximas do Rock'n'Roll moderno, enquanto algumas faixas podem lembrar o velho punk rock de bandas dos anos 70. As letras de suas músicas em geral falam sobre experiências pessoais dos membros da banda. Dentre as canções mais apreciadas pelos fãs estão Black Eye, Bullion, Buzzer, No Cigar, Olympic, Penguins and Polar Bears, Ray, Mr. Clean, Fox, Highway donkey,  entre outras. O fato de não ser uma banda totalmente punk e por não terem alguma ligação com o movimento faz com que Millencolin tenha fãs skatistas, surfistas, adolescentes e adultos de diversos grupos.

## Jogos
- Em 2000 a música "No Cigar" foi incluida na trilha sonora do game Tony Hawk's Pro Skater 2.
- Duas músicas do álbum Pennybridge Pioneers e uma do álbum For Monkeys entraram no game Dave Mirra Freestyle BMX, são elas, respectivamentes: Devil Me, Penguins and Polar Bears e Twenty Two.
- Em 2008 a música Done is Done foi incluída na trilha sonora do game NHL '09
- Em 2008 a música Duckpond foi incluída na abertura do PES  2008.

## Biografia
- Millencolin é uma banda de skate punk/melodic hardcore que foi formada em 1992 na cidade de Örebro, Suécia. A atual formação da banda conta com Nikola Sarcevic (voz e baixo), Mathias Färm (guitarra), Erik Ohlsson (guitarra) e Fredrik Larzon (bateria). O nome da banda deriva de uma manobra de skate chamada “melancholy”.
- A banda foi criado em outubro de 1992 e sendo sua primeira formação Erik (guitarra), Mathias (bateria) e Nikola (voz e baixo). Com essa formação, a banda grava sua primeira fita demo em 1993, Goofy. No mesmo ano, entra para a banda o baterista Fredrik, e Mathias passa a ser o segundo guitarrista. No verão (hemisfério norte) desse ano, a banda grava sua segunda fita demo, Melack, que é enviada para a gravadora Burning Heart, que assina um contrato com a banda para lançar um único EP, Use Your Nose, que é lançado em dezembro de 1993. Com o sucesso do EP, a gravadora lança um novo EP da banda, Skauch, que possui quatro músicas covers. Finalmente, em 1994, a banda lança seu primeiro full-length, Tiny Tunes, que resultou em problemas legais com a Warner Bros. sobre o título e a capa do álbum. O álbum possui apenas um single, Da Strike
- Em 1995, a banda lança o seu segundo full-length, Life on a Plate e o primeiro single deste álbum, The Story of My Life, que coincidiu com os primeiros shows fora das terras da Escandinávia. Ainda em 1995, surge o interesse da gravadora Epitaph em lançar os álbuns da banda nos EUA, que é aceito pela banda. Em 1996, a banda lança o segundo single do álbum Life on a Plate, Move Your Car, que tem a capa feita pelo guitarrista Erik.
- Em 1997, a banda faz participação do Warped Tour e lança seu terceiro full-length, For Monkeys, que resulta em mais dois singles, Lozin’ Must e Twenty Two. No ano seguinte, a banda re-lança o álbum Tiny Tunes com o nome de Same Old Tunes com nova capa. Antes do final do milênio, a banda lança sua primeira coletânea, The Melancholy Collection, e Millencolin & the Hi-8 Adventuresum, um home-vídeo com algumas apresentações da banda e cenas do dia-a-dia dos membros da banda criado pelo guitarrista Erik.
- Em 2000, a banda ganha grande popularidade graças ao álbum Pennybridge Pioneers, que resulta em dois singles e um EP: Penguins & Polarbears, Fox e No Cigar. Nesse ano começa a primeira grande turnê mundial da banda, que começou na Nova Zelândia. Em 2001 a banda lança um split junto com a banda Midtown. Durante a turnê, a banda compõe algumas música, e em 2002, lança o álbum Home From Home, que tem os singles Man or Mouse, Kemp, Battery Check e E20 Norr, mas não é tão bem recebido quando o álbum anterior. No ano de 2003, a banda recebeu o prêmio de melhor banda de rock sueca no Swedish Hit Awards e lança o soundtrack álbum do VHS Millencolin & The Hi-8 Adventures.
- Em 2005, é lançado Kingwood, que fica em segundo no Álbum Charts da Suécia, a melhor classificação de um álbum da banda no seu país de origem. Ainda no mesmo ano teve o lançamento de dois singles, Ray e Shut You Out.
- O último álbum da banda foi lançado em 2008, Machine 15, o título é uma homenagem aos 15 anos da banda, que foi comemorado em outubro de 2007, quando começaram as gravações para o álbum. O álbum possui dois singles, Detox e Broken World.
- A banda compôs uma música intitulada Örebro, que foi feita para o time de futebol Örebro SK, e tocado no jogo desse time contra o A.I.K., na cidade de Örebro em 5 de julho de 2009.